# Tóth Beatrix (kézilabdázó)
Tóth Beatrix (Szabadszállás, 1967. március 10. –) olimpiai bronzérmes és világbajnoki ezüstérmes kézilabdázó.

## Díjai, elismerései
- Magyar Köztársasági Ezüst Érdemkereszt 1996[1]
- Az Év Sportolója 1996, Csapat 2. helyezés[2]

## Családja
Három gyermek édesanyja: Levente és Csaba 1999, Zsombor 2005